# Pristimera nervosa
Pristimera nervosa är en benvedsväxtart som först beskrevs av John Miers, och fick sitt nu gällande namn av Albert Charles Smith. Pristimera nervosa ingår i släktet Pristimera och familjen Celastraceae. Inga underarter finns listade.